# Multipleksing (telekommunikation)
 For alternative betydninger, se Multipleks.
Indenfor telekommunikation, er multipleksing (MUX-ing) det at kombinere to eller flere informationskanaler i en fælles transmissionsmedium ved at anvende hardware kaldet en multiplekser (eller MUX). Det modsatte af dette er kendt som demultipleksing (DEMUX) eller inverteret multipleksing.
George O. Squier (1863–1934) opfandt princippet i 1910 ved at anvende en bærebølgefrekvens til at kombinere flere telefonsignaler i én telefonlinje.
I elektrisk datakommunikation, er de to basisformer af multipleksing tidsdelt multipleksing (TDM)) og frekvensdelt multipleksing (FDM). Indenfor optisk kommunikation kaldes analog FDM bølgelængdemultipleksing, ofte omtalt med den engelske betegnelse wavelength division multiplexing (WDM).
Indenfor kodning af videosignaler er multipleksing processen at kombinere flere video-, lyd- og/eller billedstrømme i en signalstrøm. Det modsatte af dette, at dele strømmene ind i sine oprindelige separate signalstrømme, kaldes demultipleksing.
Indenfor spektroskopi er udtrykket anvendt i en sammenhæng til at indikere at et eksperiment er udført med en blanding af flere frekvenser på en gang – og at resultatet blev afdækket ved anvendelse af Fouriertransformation.